# ブラッド・アームストロング
ブラッド・アームストロング（Brad Armstrong、本名：Robert Bradley James、1961年6月15日 - 2012年11月1日）は、アメリカ合衆国のプロレスラー。ジョージア州マリエッタ出身。
父親はWWE殿堂者のボブ・アームストロング。兄はWWEレフェリーのスコット・アームストロング。弟のスティーブとブライアンもプロレスラーである。

## 来歴

### NWA
1980年7月にデビュー。アラバマのサウスイースタン・チャンピオンシップ・レスリングやジョージアのジョージア・チャンピオンシップ・レスリングなど、父ボブ・アームストロングが主戦場としていたNWAのディープサウス地区にてベビーフェイスの新鋭として活動する。
1980年代初頭はボブとの親子タッグで活躍し、アラバマでは1980年12月、デニス・コンドリー&ランディ・ローズのミッドナイト・エクスプレスからNWAサウスイースタン・タッグ王座を奪取。ジョージアでは1981年11月25日、トーナメント決勝でミスター・サイトー&ミスター・フジを破りNWAナショナル・タッグ王座を獲得した。
シングルでも1981年1月20日にアラバマ地区認定のUSジュニアヘビー級王座に就き、当時レス・ソントンが保持していたNWA世界ジュニアヘビー級王座にも度々挑戦。1983年からはヘビー級戦線に進出して、ジョージアでは1984年2月18日にテッド・デビアスからNWAナショナル・ヘビー級王座を奪取、以降も7月にかけてザ・スポイラーを相手にナショナル王座を争い、戴冠中の2月26日にはオムニ・コロシアムにおいてリック・フレアーのNWA世界ヘビー級王座に挑戦した。同年下期からはビル・ワット主宰のMSWAに参戦、12月5日にアーニー・ラッドからミッドサウス北米ヘビー級王座を奪取している。
1986年7月、全日本プロレスに初来日。ジョージアでの旧敵デビアスとスタン・ハンセンが参戦した『サマー・アクション・シリーズ '86』に後半戦特別参加で出場し、両国国技館にて行われた世界ジュニアヘビー級王座の初代王者決定トーナメント決勝でヒロ斎藤と対戦した。シリーズ中はザ・デストロイヤー、ピート・ロバーツ、ザ・グレート・カブキのタッグパートナーにも起用された。
1986年、ジョージアやアラバマでもタッグを組んでいたティム・ホーナーをパートナーに、NWAのジム・クロケット・プロモーションズにてライトニング・エクスプレス（The Lightning Express）を結成。コンドリー&ボビー・イートンの第2期ミッドナイト・エクスプレスやイワン・コロフ&クラッシャー・クルスチェフのザ・ラシアンズと抗争した。ジム・クロケット・ジュニアがワットから買収したミッドサウス地区のUWFでは、1987年5月17日にスティング&リック・スタイナーを破りUWF世界タッグ王座を獲得、10月16日にブッチ・ミラー&ルーク・ウィリアムスのザ・シープハーダーズに敗れるまで保持した。

### WCW
ライトニング・エクスプレス解散後はシングルプレイヤーに戻り、クロケット・プロを買収したWCWのミッドカードに出場していたが、1991年5月、覆面レスラーのバッドストリート（Badstreet）に変身し、マイケル・ヘイズ&ジミー・ガービンによる第2期ファビュラス・フリーバーズのサブメンバーとなってヒールに転向。6月3日にはトミー・リッチ&ジャンクヤード・ドッグを3対2のハンディキャップ・マッチにて下し、WCW世界6人タッグ王座を獲得した。同年の下期からは、スパイダーマンを模したアラックナマン（Arachnaman）なるベビーフェイスの覆面レスラーに再変身。スタニング・スティーブ・オースチンが保持していたWCW世界TV王座にも挑戦したがブレイクには到らず、いずれも短命のギミックで終わった。
1992年は素顔のブラッド・アームストロングに戻り、7月5日にスコッティ・フラミンゴからWCWライトヘビー級王座を奪取。同時期、日本では新日本プロレスの常連外国人選手となっており（初参戦は1991年9月）、以降1994年にかけて新日本には通算8回来日。1992年の来日時には、2月10日に名古屋レインボーホールにてスコット・ノートンと組み、武藤敬司&馳浩のIWGPタッグ王座に挑戦した。
1995年に一時WCWを離れ、ジェリー・ジャレット&ジェリー・ローラー主宰のUSWAやジム・コルネット主宰のスモーキー・マウンテン・レスリング（SMW）で活動。USWAではビリー・ジャック・ヘインズ、SMWではバディ・ランデルやテリー・ゴディを破り、各団体のフラッグシップ・タイトルであるヘビー級王座を獲得している。
1997年のWCW復帰後はジョバー要員となり、しばらく活躍の機会に恵まれなかったものの、1999年にイニシャルのB.A. をリングネームに、ラッパーのMaster Pが結成した "No Limit Soldiers" に加入、コナンやレイ・ミステリオ・ジュニアと共闘し、カート・ヘニングやバリー・ウインダムらによるウエスト・テキサス・レッドネックスと抗争した。ユニット解散後はベルリンとの抗争が組まれ、10月24日のPPV "Halloween Havoc 1999" にて勝利を収めている。
以降はWCWのストーリーラインから外され、1999年の末からは再びヒールターンし、当時WWFで人気を博していた弟の "ロード・ドッグ" ジェシー・ジェームズのパロディであるバズキル（Buzzkill）なるキャラクターに扮したが、2000年初頭に膝を負傷して戦線を離脱。2001年のWCW崩壊後は古巣のアラバマやジョージアのインディー団体にスポット参戦し、父のボブや兄のスコット、盟友ホーナーとのタッグでレジェンド・マッチに出場していた。

### WWE
2006年9月、第3ブランドECWのカラー・コメンテーター兼ロード・エージェントとしてWWEと契約。ハウス・ショーでは試合にも出場し、スティービー・リチャーズらと対戦した。2007年はWWEの下部団体だったDSWにも登場、3月17日の "Park Slam" ではメジャー・ブラザーズとトリオを組み、ウィリアム・リーガル、デイブ・テイラー、フィンレイの英国人チームと6人タッグマッチで対戦している。
2011年4月2日、アトランタのフィリップス・アリーナで行われたWWE殿堂の記念式典に出席、スコットやブライアンと共に、ボブ・アームストロングの殿堂入りのインダクターを務めた。
2012年11月1日、51歳で死去。没後の2013年6月16日、テネシー州ノックスビルにおいてメモリアル・イベントが開催された。

## 得意技
- 911
- ラシアン・レッグ・スウィープ
- ダイビング・クロス・ボディ
- ドロップキック

## 獲得タイトル
サウスイースタン・チャンピオンシップ・レスリング
- NWAサウスイースタン・タッグ王座：5回（w / ボブ・アームストロング×3、スコット・アームストロング、ザ・シャドウ）[4]
- NWA USジュニアヘビー級王座（サウスイースト版）：3回[6]
- NWAコンチネンタル・ヘビー級王座：3回[23]

ジョージア・チャンピオンシップ・レスリング
- NWAナショナル・ヘビー級王座：2回[7]
- NWAナショナル・タッグ王座：2回（w / ボブ・アームストロング、ティム・ホーナー）[5]

チャンピオンシップ・レスリング・フロム・フロリダ
- NWAフロリダ・グローバル・タッグ王座：1回（w / テリー・アレン）[24]

ミッドサウス・レスリング・アソシエーション / ユニバーサル・レスリング・フェデレーション
- ミッドサウス北米ヘビー級王座：1回[9]
- UWF世界タッグ王座：1回（w / ティム・ホーナー）[12]

ワールド・チャンピオンシップ・レスリング
- WCWライトヘビー級王座：1回[15]
- WCW世界6人タッグ王座：1回（w / マイケル・ヘイズ&ジミー・ガービン）[13]

ユナイテッド・ステーツ・レスリング・アソシエーション
- USWAヘビー級王座：1回[17]

スモーキー・マウンテン・レスリング
- SMWヘビー級王座：2回[18]